# Бабушкина, Светлана Владимировна
Светлана Владимировна Бабушкина (род. 15 февраля 1992 года) — российская спортсменка, чемпионка России по вольной борьбе, бронзовый призёр чемпионата Европы 2013 года, мастер спорта России международного класса.

## Биография
Светлана выступает за Брянск, тренируется у своего отца — Заслуженного тренера России В. Н. Бабушкина и В. Н. Ананьева.
Была чемпионкой Европы среди юниоров (2012). Чемпионка России 2015 года. На чемпионате Европы 2013 года завоевала бронзовую медаль.